# Dynamos Football Club
El Dynamos Football Club (o simplemente Dynamos, o, a las afueras de Zimbabue, como Dynamos Harare o Zimbabue Dynamos) es un club de fútbol de Zimbabue que milita en la Liga Premier de Zimbabue, la categoría mayor del fútbol en el país.

## Historia
El club fue fundado en 1963 en la capital Harare y es el equipo más ganador en la historia del fútbol en Zimbabue. Son llamados Glamour Boys por su estilo de juego, de ataque y vistoso realizando pases alrededor de todo el campo, llamado "carpet soccer".
También se les llama DeMbare, en alusión al lugar de origen. Dos de sus principales rivales son el CAPS United de Harare y el Highlanders de Bulawayo. Con este ùltimo disputa el Clásico de dicho paìs.

## Palmarés
- Liga Premier de Zimbabue: 22

1963, 1965, 1966, 1970, 1976, 1978, 1980, 1981, 1982, 1983, 1985, 1986, 1989, 1991, 1994, 1995, 1997, 2007, 2011, 2012, 2013, 2014
- Copa de Zimbabue: 11

1976, 1985, 1986, 1988, 1989, 1996, 2003, 2007, 2011, 2012, 2023
- Trofeo de la Independencia de Zimbabue: 9

1983, 1984, 1990, 1995, 1998, 2004, 2010, 2013, 2017
- Zimbabwean Charity Shield: 1

2002
- Copa Mbada Diamonds: 2

2011, 2012
- Supercopa Bob89: 1

2013

## Participaciones en competiciones de la CAF
| Temporada | Torneo                            | Ronda            | Club                  | Casa  | Visita | Global      |
| --------- | --------------------------------- | ---------------- | --------------------- | ----- | ------ | ----------- |
| 1981      | Copa Africana de Clubes Campeones | 1                | Linare FC             | 5-0   | 1-1    | 6-1         |
| 1981      | Copa Africana de Clubes Campeones | 2                | Shooting Stars        | 3-0   | 2-1    | 5-1         |
| 1981      | Copa Africana de Clubes Campeones | Cuartos de final | JE Tizi-Ouzou         | 3-3   | 0-2    | 3-5         |
| 1982      | Copa Africana de Clubes Campeones | 1                | BDF XI                | 2-1   | 2-2    | 4-3         |
| 1982      | Copa Africana de Clubes Campeones | 2                | Saint Eloi Lupopo     | 1-1   | 0-0    | 1-1 (a)     |
| 1983      | Copa Africana de Clubes Campeones | 1                | AFC Leopards          | 5-1   | 0-3    | 5-4         |
| 1983      | Copa Africana de Clubes Campeones | 2                | Al-Ahly               | 1-4   | 1-2    | 2-6         |
| 1984      | Copa Africana de Clubes Campeones | 1                | HTMF Mahajanga        | w.o.1 | 3-0    | 3-0         |
| 1984      | Copa Africana de Clubes Campeones | 2                | KCC                   | 2-1   | 0-0    | 2-1         |
| 1984      | Copa Africana de Clubes Campeones | Cuartos de final | JE Tizi-Ouzou         | 2-0   | 0-2    | 2-2 (2-3 p) |
| 1986      | Copa Africana de Clubes Campeones | 1                | Maji Maji FC          | 5-1   | w.o.2  | 5-1         |
| 1986      | Copa Africana de Clubes Campeones | 2                | Zamalek SC            | 1-2   | 0-2    | 1-4         |
| 1987      | Copa Africana de Clubes Campeones | 1                | Highlanders Lobamba   | 6-1   | 2-1    | 8-2         |
| 1987      | Copa Africana de Clubes Campeones | 2                | Saint Eloi Lupopo     | 3-1   | 1-1    | 4-2         |
| 1987      | Copa Africana de Clubes Campeones | Cuartos de final | Canon Yaoundé         | 1-1   | 1-2    | 2-3         |
| 1989      | Recopa Africana                   | 1                | BFV Antananarivo      | 1-1   | 0-1    | 1-2         |
| 1990      | Copa Africana de Clubes Campeones | 1                | Petro Luanda          | 1-1   | 1-1    | 2-2 (5-4 p) |
| 1990      | Copa Africana de Clubes Campeones | 2                | Al-Hilal Omdurmán     | 2-1   | 0-1    | 2-2 (a)     |
| 1991      | Copa Africana de Clubes Campeones | 1                | Maxaquene             | 5-1   | 2-0    | 7-1         |
| 1991      | Copa Africana de Clubes Campeones | 2                | Diables Noirs         | 2-0   | 1-1    | 3-1         |
| 1991      | Copa Africana de Clubes Campeones | Cuartos de final | BCC Lions             | 1-1   | 0-3    | 1-4         |
| 1995      | Copa Africana de Clubes Campeones | 1                | Al-Hilal Omdurmán     | 1-0   | 1-0    | 2-0         |
| 1995      | Copa Africana de Clubes Campeones | 2                | US Chaouia            | 3-2   | 1-1    | 4-3         |
| 1995      | Copa Africana de Clubes Campeones | Cuartos de final | Express FC            | 1-2   | 1-0    | 2-2 (a)     |
| 1996      | Copa Africana de Clubes Campeones | 1                | Gor Mahia FC          | 1-0   | 1-0    | 2-0         |
| 1996      | Copa Africana de Clubes Campeones | 2                | Shooting Stars        | 3-1   | 1-5    | 4-6         |
| 1997      | Recopa Africana                   | Preliminar       | Sigara FC             | 3-0   | 0-1    | 3-1         |
| 1997      | Recopa Africana                   | 1                | Big Bullets           | 1-0   | 1-0    | 2-0         |
| 1997      | Recopa Africana                   | 2                | Jomo Cosmos           | 2-1   | 0-2    | 2-3         |
| 1998      | Liga de Campeones de la CAF       | 1                | Telecom Wanderers     | 2-1   | 2-1    | 4-2         |
| 1998      | Liga de Campeones de la CAF       | 2                | Ferroviário de Maputo | 1-0   | 1-1    | 2-1         |
| 1998      | Liga de Campeones de la CAF       | Fase de grupos   | Hearts of Oak         | 1-1   | 0-1    | 1.er lugar  |
| 1998      | Liga de Campeones de la CAF       | Fase de grupos   | Etoile du Sahel       | 1-0   | 0-1    | 1.er lugar  |
| 1998      | Liga de Campeones de la CAF       | Fase de grupos   | Eagle Cement          | 1-0   | 2-0    | 1.er lugar  |
| 1998      | Liga de Campeones de la CAF       | Final            | ASEC Mimosas          | 0-0   | 2-4    | 2-4         |
| 1999      | Liga de Campeones de la CAF       | 1                | LDF                   | 3-0   | 1-0    | 4-0         |
| 1999      | Liga de Campeones de la CAF       | 2                | Vital'O FC            | 2-0   | 1-0    | 3-0         |
| 1999      | Liga de Campeones de la CAF       | Fase de grupos   | SS Saint-Louisienne   | 7-2   | 0-1    | 3.er lugar  |
| 1999      | Liga de Campeones de la CAF       | Fase de grupos   | Espérance ST          | 0-2   | 0-1    | 3.er lugar  |
| 1999      | Liga de Campeones de la CAF       | Fase de grupos   | ASEC Mimosas          | 2-1   | 0-2    | 3.er lugar  |
| 2004      | Copa Confederación de la CAF      | Preliminar       | Savanne SC            | 3-0   | 0-0    | 3-0         |
| 2004      | Copa Confederación de la CAF      | 1                | King Faisal Babes     | 0-1   | 0-4    | 0-5         |
| 2008      | Liga de Campeones de la CAF       | Preliminar       | Royal Leopards        | 1-0   | 2-0    | 3-0         |
| 2008      | Liga de Campeones de la CAF       | 1                | Costa do Sol          | 3-0   | 1-2    | 4-2         |
| 2008      | Liga de Campeones de la CAF       | 2                | Etoile du Sahel       | 1-0   | 1-0    | 2-0         |
| 2008      | Liga de Campeones de la CAF       | Fase de grupos   | ASEC Mimosas          | 2-1   | 2-1    | 2.º lugar   |
| 2008      | Liga de Campeones de la CAF       | Fase de grupos   | Al-Ahly               | 0-1   | 1-2    | 2.º lugar   |
| 2008      | Liga de Campeones de la CAF       | Fase de grupos   | Zamalek SC            | 1-0   | 0-1    | 2.º lugar   |
| 2008      | Liga de Campeones de la CAF       | Semifinales      | Cotonsport            | 0-1   | 0-4    | 0-5         |
| 2010      | Liga de Campeones de la CAF       | 1                | Saint Eloi Lupopo     | 1-0   | 1-0    | 2-0         |
| 2010      | Liga de Campeones de la CAF       | 2                | Gaborone United       | 4-1   | 0-1    | 4-2         |
| 2010      | Liga de Campeones de la CAF       | Fase de grupos   | TP Mazembe            | 0-2   | 1-2    | 4.º lugar   |
| 2010      | Liga de Campeones de la CAF       | Fase de grupos   | ES Sétif              | 1-0   | 0-3    | 4.º lugar   |
| 2010      | Liga de Campeones de la CAF       | Fase de grupos   | Espérance ST          | 0-1   | 0-1    | 4.º lugar   |
| 2011      | Liga de Campeones de la CAF       | 1                | MC Alger              | 4-1   | 0-3    | 4-4 (a)     |
| 2012      | Liga de Campeones de la CAF       | 1                | Liga Muçulmana        | 1-0   | 2-2    | 3-2         |
| 2012      | Liga de Campeones de la CAF       | 2                | Espérance ST          | 1-1   | 0-6    | 1-7         |
| 2012      | Copa Confederación de la CAF      | Play-Off         | Interclube            | 0-0   | 0-1    | 0-1         |
| 2013      | Liga de Campeones de la CAF       | Preliminar       | LCS                   | 3-0   | 0-1    | 3-1         |
| 2013      | Liga de Campeones de la CAF       | 1                | CA Bizertin           | 1-0   | 0-3    | 1-3         |
| 2014      | Liga de Campeones de la CAF       | Preliminar       | Mochudi Centre Chiefs | 3-0   | 1-1    | 4-1         |
| 2014      | Liga de Campeones de la CAF       | 1                | AS Vita Club          | 0-0   | 0-1    | 0-1         |
| 2024/25   | Copa Confederación de la CAF      | 1                | ZESCO United FC       | 1-0   | 0-0    | 1-0         |
| 2024/25   | Copa Confederación de la CAF      | 2                | Orapa United          | 0-1   | 1-0    | 1-1 (1-3 p) |

1- El HTMF Mahajanga abandonó el torneo antes de jugar el partido de vuelta.

2- El Maji Maji FC abandonó el torneo antes de jugar el partido de vuelta.

## Personal del equipo

### Directivos
- Presidente:  Kenny Mubaiwa
- Vicepresidente:  Harrison Mbewe
- Commité:  Mike George,

## Entrenadores
- Mick Poole[5]
- Shepherd Murape (1976–1980)[6]
- Luke Masomere
- Moses Chunga
- Peter Fanuel
- Reinhard Fabisch
- Sunday Chidzambwa (1984–?)
- Sunday Chidzambwa (1997–1998)[7]
- Clemens Westerhof (2001)
- Keegan Mumba (2003)
- Keegan Mumba (2004)
- David Mandigora (2006-2008)
- Elvis Chiweshe (2008-2010)
- Lloyd Mutasa (2010-2011)
- Callisto Pasuwa (2011–2014)
- David Mandigora (2015)
- Tonderai Ndiraya (interino- 2016)[8]
- Paulo Jorge Silva (2016)[8][9]
- Lloyd Mutasa (interino- 2016/2016–2018)[9]
- Tonderayi Ndiraya (2019-2022)
- Herbert Maruwa (2022-2023)
- Genesis Mangombe (interino- 2023-2025)
- Takesure Chinyama (2025-presente)

## Jugadores

### Jugadores destacados
- Sunday "Mhofu" Chidzambwa
- Simon Chuma
- Tichaona Diya
- Tafadza Dube
- Daniel Million
- Memory Mucherahowa
- Sam Mutenheri
- Sebastian Mutizirwa
- Vitalis "Digital" Takawira
- Leonard Tsipa
- Claudius Zviripayi